# Patkányos-patak
A Patkányos-patak Máriakéméndtől keletre ered, Baranya vármegyében. A patak forrásától kezdve előbb északnyugati, majd déli, végül délnyugati irányban halad, Máriakéméndig, ahol beletorkollik a Karasica-patakba.
A Patkányos-patak vízgazdálkodási szempontból az Alsó-Duna jobb part Vízgyűjtő-tervezési alegység működési területéhez tartozik.

## Part menti települések
- Máriakéménd